# Drosophila oshimai
Drosophila oshimai este o specie de muște din genul Drosophila, familia Drosophilidae, descrisă de Choo și Nakamura în anul 1973. Conform Catalogue of Life specia Drosophila oshimai nu are subspecii cunoscute.